# 豊平有香
豊平 有香（とよひら ゆか、1979年〈昭和54年〉4月20日 - ）は、南日本放送アナウンス部所属のアナウンサー。

## 略歴
鹿児島県鹿児島市出身で、生まれも育ちも鹿児島県。鹿児島市立西田小学校、池田学園池田中学・高等学校を経て早稲田大学商学部卒業。大学には1年間の浪人を経て入学。大学に在学中には、芸能関係者やアナウンサーを輩出している「オールラウンドサークル」に所属し、元日本テレビアナウンサーの宮崎宣子は友人、お笑い芸人の小島よしおも顔見知りだった。大学時代は並行して東京アナウンスセミナーにも2期生として通い、TBSテレビのインカ文明の特番で現地レポーターの一人にも抜擢されている。
2002年（平成14年）に南日本放送へ報道部記者として入社。2006年（平成18年）3月からはアナウンス部へ異動。同年、豊田瑠衣の後を引き継ぎ地上デジタル放送推進大使の2代目MBC南日本放送代表に就任。2011年（平成23年）2月19日放送のズバッと!鹿児島オープニングで結婚を報告。同年3月26日放送の同番組を最後に1年間の産休へ入り、一児の母となる。2012年（平成24年）4月、育児休業から復帰しラジオ番組を担当。2014年（平成26年）4月からニュースキャスターとして報道部へ異動。2016年（平成28年）12月29日、MBCニューズナウの放送の最後に再び産休へ入り、二児の母となる。2018年（平成30年）4月2日、育児休業から復帰すると同時にアナウンサーとして再びアナウンス部に異動。夕方のワイド番組『かごしま4』の担当となる。2022年（令和4年）9月30日から、MBCラジオの城山スズメを岩﨑弘志アナウンサーと共に担当していた。
2023年（令和5年）10月2日、MBCニューズナウのキャスターに復帰し、小園秀汰と共に木・金曜日を担当している。
ニックネームは「トヨヘー」。
アナウンサーとしての同期は、吉田智大、末永安佳梨、竹内梢、竹下裕理、山田修作、豊田瑠衣。

## 人物
- 「オヤジのように居酒屋で芋焼酎をのみクダを巻くのが大好き」だと番組内で発言している。
- 実家は鹿児島中央駅西口近くの豊平内科医院。ズバッと!鹿児島にも登場した。
- 兄の影響で子供の頃から週刊少年ジャンプを愛読しており、好きな漫画は『ついでにとんちんかん』である[6]。
- 小学生の頃は、男子と一緒に遊ぶ性格だったため、後ろで結んだ髪の後ろ姿がドラゴンボールの敵キャラクターであるザーボンに似ているという理由から「ザーボン」というあだ名で呼ばれており、社会人になってからの同窓会でもザーボンと呼ばれている[7]。
- 小学校時代に数年、種子島に転校したことがあった。
- 西田小学校6年生の時、当時の校長先生より活発過ぎると指摘されたことがあるという。
- 2008年から番組内の企画で誕生したローカルパフォーマンスグループズンダレ5の一員として活動し、TVの生放送や県内各地の各種イベントでコミカルな着包を着用して登場する事もあった。

## 担当番組
テレビ
- MBCニュース
- MBCニューズナウ（2023年10月2日 - キャスター）[8]

ラジオ
- あまみじかん
- 私たちの作文
- MBC50ニュース

### 過去の担当番組
テレビ
- 生deココ（2007年4月28日[注釈 4]）
- ズバッと!鹿児島（土曜担当）
- かごしま4[注釈 5]
- ひるかご

ラジオ
- 城山スズメ（-時期不明、木曜担当、2022年10月3日 - 2023年9月29日、金曜担当）
- 豊平有香のhousan's cosmos（日曜 12:30）
- 市政スポット（日曜 16:55、ラジオ）
- モーニングスマイル(2014年4月1日-9月24日、月-水曜担当)
- 豊平有香のママ友ネットワーク（- 2014年9月28日、日曜9:00）